# Émondeville
Émondeville est une commune française, située dans le département de la Manche en région Normandie, peuplée de 342 habitants.

## Géographie

### Localisation
Les communes limitrophes sont Joganville, Azeville, Écausseville, Fresville, Saint-Floxel et Saint-Marcouf.

### Hydrographie
La commune est située dans le bassin Seine-Normandie. Elle est drainée par le ruisseau de Coisel, le Brocq, le fossé 01 du Clos Picot, le fossé 02 de la commune de Saint-Marcouf et un autre petit cours d'eau,.
Le ruisseau de Coisel, d'une longueur de 10 km, prend sa source dans la commune d'Ozeville, traverse sept communes, longe la commune de Fresville sur 31 m, sur son flanc sud-est, avant de se jeter dans le Merderet en limite de ladite commune et de Fresville.

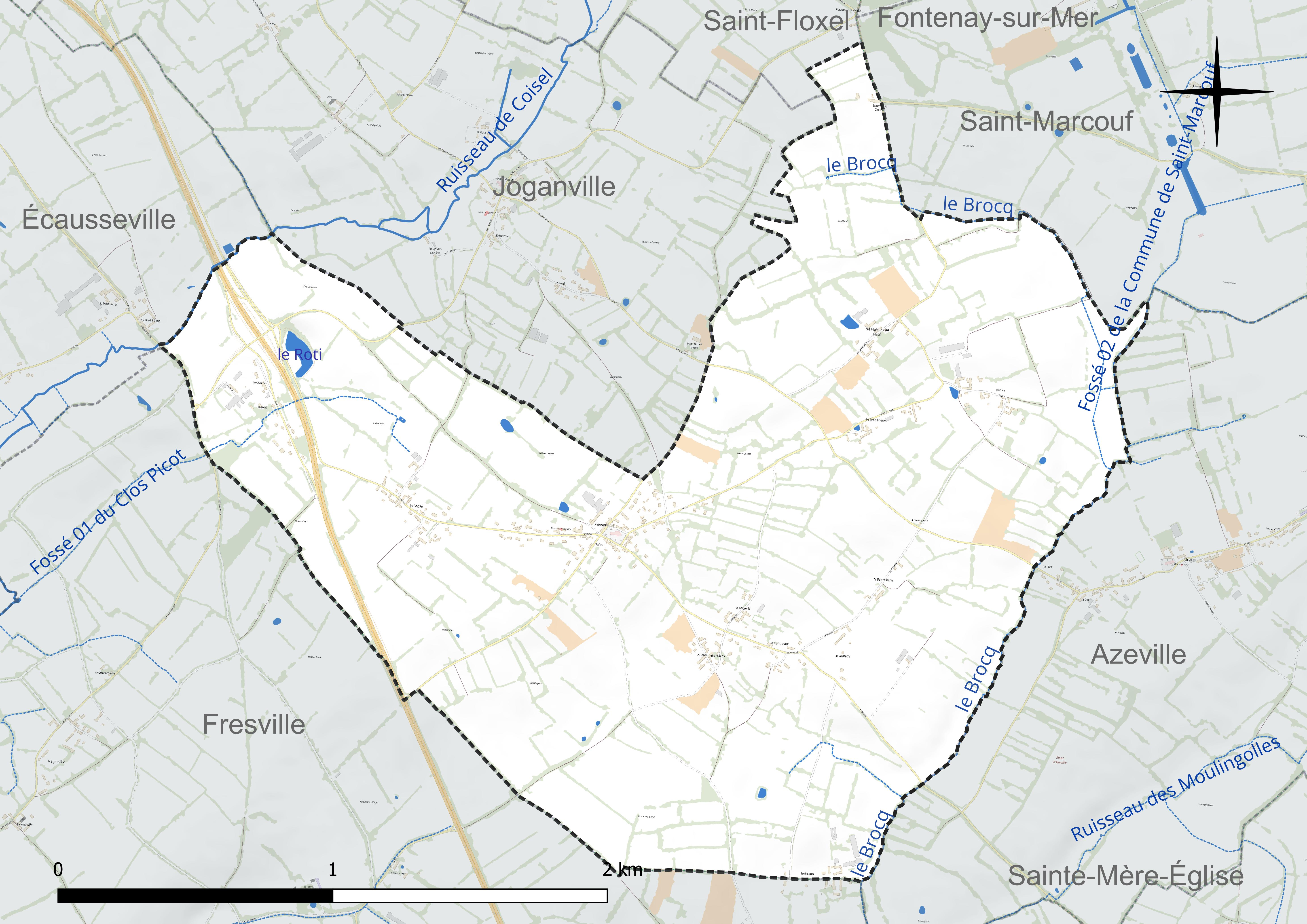
Réseau hydrographique d'Émondeville.

Un plan d'eau complète le réseau hydrographique : le Roti (0,8 ha),.

### Climat
Pour des articles plus généraux, voir Climat de la Normandie et Climat de la Manche.
En 2010, le climat de la commune est de type climat océanique franc, selon une étude du CNRS s'appuyant sur une série de données couvrant la période 1971-2000. En 2020, Météo-France publie une typologie des climats de la France métropolitaine dans laquelle la commune est exposée à un climat océanique et est dans la région climatique  Normandie (Cotentin, Orne), caractérisée par une pluviométrie relativement élevée (850 mm/a) et un été frais (15,5 °C) et venté. Parallèlement le GIEC normand, un groupe régional d’experts sur le climat, différencie quant à lui, dans une étude de 2020, trois grands types de climats pour la région Normandie, nuancés à une échelle plus fine par les facteurs géographiques locaux. La commune est, selon ce zonage, exposée à un « climat maritime », correspondant au Cotentin et à l'ouest du département de la Manche, frais, humide et pluvieux, où les contrastes pluviométrique et thermique sont parfois très prononcés en quelques kilomètres quand le relief est marqué.
Pour la période 1971-2000, la température annuelle moyenne est de 11,1 °C, avec une amplitude thermique annuelle de 10,9 °C. Le cumul annuel moyen de précipitations est de 904 mm, avec 14 jours de précipitations en janvier et 7,5 jours en juillet. Pour la période 1991-2020, la température moyenne annuelle observée sur la station météorologique la plus proche, située sur la commune de Sainte-Marie-du-Mont à 12 km à vol d'oiseau, est de 11,6 °C et le cumul annuel moyen de précipitations est de 890,0 mm,. Pour l'avenir, les paramètres climatiques de la commune estimés pour 2050 selon différents scénarios d’émission de gaz à effet de serre sont consultables sur un site dédié publié par Météo-France en novembre 2022.

## Urbanisme

### Typologie
Au 1er janvier 2024, Émondeville est catégorisée commune rurale à habitat dispersé, selon la nouvelle grille communale de densité à sept niveaux définie par l'Insee en 2022.
Elle est située hors unité urbaine et hors attraction des villes,.

### Occupation des sols
L'occupation des sols de la commune, telle qu'elle ressort de la base de données européenne d’occupation biophysique des sols Corine Land Cover (CLC), est marquée par l'importance des territoires agricoles (89,6 % en 2018), en diminution par rapport à 1990 (95,5 %).
La répartition détaillée en 2018 est la suivante : zones agricoles hétérogènes (76,9 %), terres arables (8,5 %), zones urbanisées (5,8 %), zones industrielles ou commerciales et réseaux de communication (4,5 %), prairies (4,3 %).

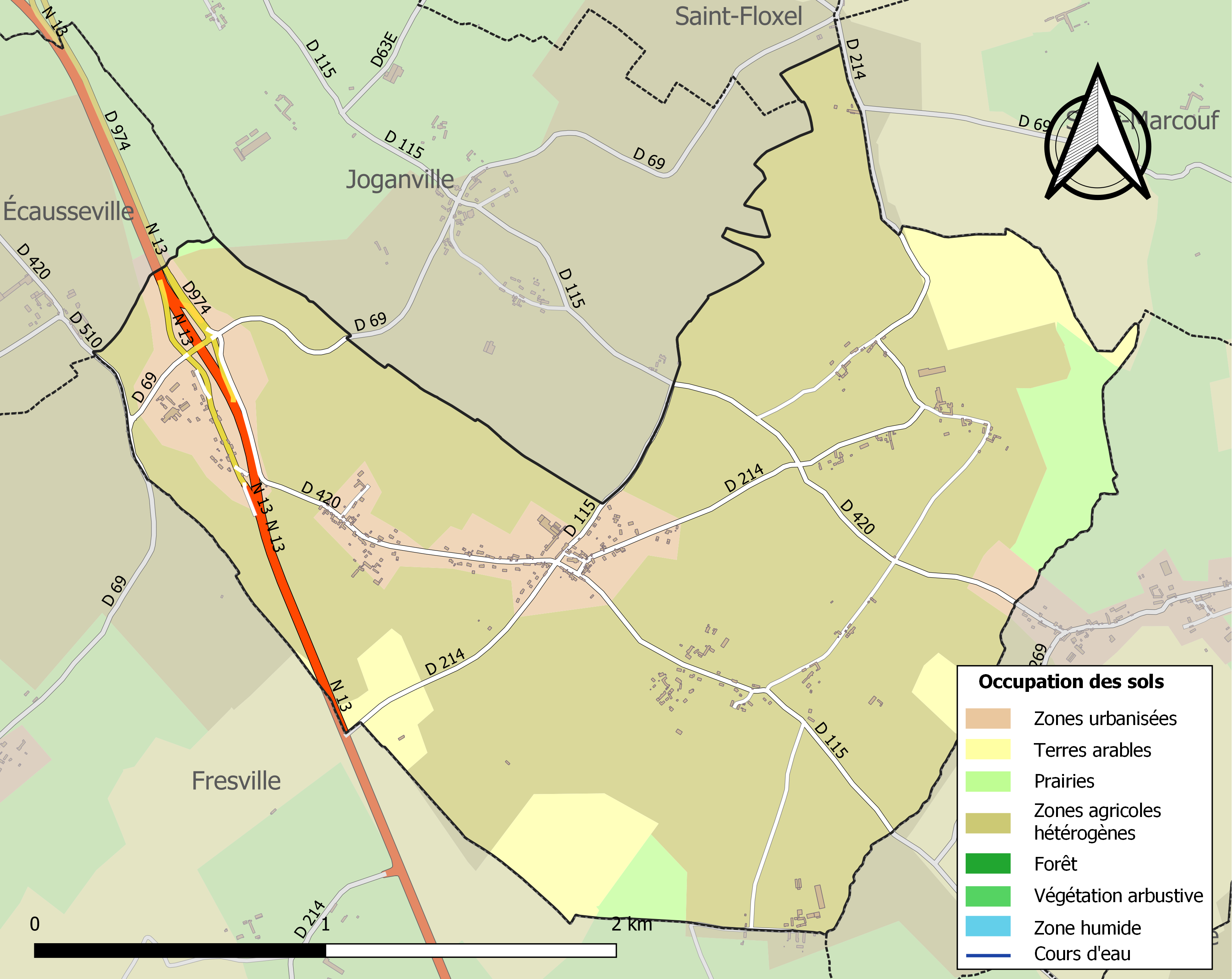
Carte des infrastructures et de l'occupation des sols de la commune en 2018 (CLC).

L'évolution de l’occupation des sols de la commune et de ses infrastructures peut être observée sur les différentes représentations cartographiques du territoire : la carte de Cassini (XVIIIe siècle), la carte d'état-major (1820-1866) et les cartes ou photos aériennes de l'IGN pour la période actuelle (1950 à aujourd'hui).

## Toponymie
Le nom de la localité est attesté sous les formes Amundavilla en 1042, Amundevilla vers 1172 ou vers 1182, Amondevilla en 1180, 1195 et 1203, Amundivilla vers 1280 (Pouillé), Emondeville en 1426, en 1549, Esmondeville en 1612 et 1636, Emondeville en 1677, Émondeville en 1880.
Au XIIIe siècle, la paroisse d'Émondeville fut également citée sous les noms d’« Émondeville-en-Cotentin » (Amundevilla in Costentino) 1243 et d’« Émondeville-au-Plain » (Amondevilla in Plano) en 1269. Ce dernier déterminant fait référence à un petit territoire qui avait autrefois formé le doyenné du Plain. Cette appellation est issue de l'ancien français plain « pleine campagne, plaine ». Voir également Angoville-au-Plain, Beuzeville-au-Plain et Neuville-au-Plain.
Il s'agit d'une formation toponymique médiévale en -ville au sens ancien de « domaine rural », dont le premier élément Émonde- représente un anthroponyme selon le cas général. Il convient sans doute d'y voir le nom de personne scandinave Amundi,,,,, comprendre vieux norrois Ámundi ou vieux danois Amundi.
Homonymie avec Émondeville (Seine-Maritime, Saint-Vaast-Dieppedalle, Amondevilla 1060) ; Mondeville (Calvados, Amundi villam 990) et même nom de personne dans Amondetot, lieu non identifié, composé avec l'appellatif vieux norrois topt, toft. Ils sont tous situés dans l'aire de diffusion de la toponymie scandinave en Normandie.

## Histoire

### Moyen Âge
Au XIe – XIIe siècle, Roger d'Émondeville est l'un des seigneurs les plus en vue de Normandie.
Au XIIe siècle, la paroisse relevait de l'honneur de Néhou.
Aliénor, veuve de Robert de La Haye, dans le courant du XIIIe siècle donna la troisième partie de l'église à l'abbaye de Montebourg. Richard du Hommet, ayant épousé Aliénor, ratifia la donation et la fit approuver par l'évêque de Coutances, Hugues de Morville. Par la suite, Richard et Herbert de Morville donnèrent la totalité de l'église aux abbés de Montebourg.
En mars 1268, Louis IX, dans une charte, ratifie l'acte par lequel le duc de Normandie et roi d'Angleterre, Henri Ier avait confirmé à l'abbaye de Montebourg une terre d'une charrue quelle possédait à Émondeville, et que lui avait donné Guillaume le Conquérant : « unam carrucatam in Amondevilla ».
Dans un texte transcrit dans un cartulaire de l'abbaye de Montebourg daté du 24 janvier 1400, Guillemet des Moulins y est qualifié de seigneur d'Émondeville.
En 1463, Montfaut trouva noble à Émondeville Jean de Saumarais. En 1599, Roissy, y maintient noble la famille Saumarais, et y reconnait noble Guillaume de La Vernade, dont la famille était originaire du Languedoc.

### Temps modernes
En 1567, Jehan de La Vigne, écuyer, sieur d'Audouville, d'Esmondeville, la Haye et le Creppon, tous deux situés à Émondeville, est taxé pour ses fiefs de 26 livres et 14 solz dans le rôle des nobles et roturiers, au titre du ban et de l'arrière ban de la vicomté de Coutances, réalisé par Gilles Dancel, seigneur d'Audouville, lieutenant général du bailli de Cotentin, tenu à Coutances les 20-22 octobre. Le fief de la Haye à Émondeville qui valait un demi-fief de haubert relevait de la baronnie de Courcy ès vicomtés de Valognes et Bayeux. Le fief le Creppon était un huitième de fief de haubert tenu du fief d'Octeville.
En 1623, Madeleine de La Vigne, épouse de Jean IV de Tourlaville, prit le titre de dame d'Émondeville et d'Azeville.
En 1675, Hervé II Le Berceur (1641-1696) cité en 1666 comme seigneur d'Azeville et d'Émondeville, reçu de Louis XIV des lettres patentes érigeant la terre et la seigneurie de Fontenay en marquisat. Ces lettres portaient « union au fief de Fontenay saint Marcouf, du fief de Mondeville (Émondeville), de la seigneurie et prevosté d'Azeville avec le fief de Coursy ». Les droits honorifiques de l'église du lieu furent alors rattachés à ce marquisat.
À la fin du XVIIe et au début du XVIIIe siècle, Henri Le Berceur (1677-1762), chevalier, marquis de Fontenay et bailli de Cotentin, était seigneur d'Émondeville.

### Époque contemporaine
Émondeville fut l'un des premiers villages libérés après le débarquement de juin 1944. À l'époque, toute la campagne et les villages étaient occupés par les Allemands. La Kommandantur était installée dans la ferme du château d'Émondeville (propriété appartenant à la famille Durel). Une tranchée avait été creusée dans un champ pour accueillir les Allemands qui s'y mettaient à l'abri pendant les bombardements. À la Libération, cette tranchée a servi de fosse pour enterrer les animaux morts. La rumeur raconte que des soldats ennemis y seraient également enterrés.

## Politique et administration

### Circonscriptions administratives avant la Révolution
La paroisse d'Émondeville était sous l'Ancien Régime comprise dans la baillie du Cotentin (ballia de Costentino) puis releva de l'intendance de Caen, de l'élection de Valognes jusqu'en 1690 et ensuite de celle de Carentan.

### Liste des maires
| Période                                  | Période  | Identité        | Étiquette | Qualité              |
| ---------------------------------------- | -------- | --------------- | --------- | -------------------- |
| 1995                                     | En cours | Christian Prime | SE        | Inspecteur du trésor |
| Les données manquantes sont à compléter. |          |                 |           |                      |

## Démographie
Les habitants de la commune sont appelés les Émondevillais.

### Sous l'Ancien régime
En 1722, Masseville donne 96 feux imposables, Saugrain en 1735 et Dumoulin, en 1765, donnent 73 feux (327 habitants).

### Depuis la Révolution
L'évolution du nombre d'habitants est connue à travers les recensements de la population effectués dans la commune depuis 1793. Pour les communes de moins de 10 000 habitants, une enquête de recensement portant sur toute la population est réalisée tous les cinq ans, les populations de référence des années intermédiaires étant quant à elles estimées par interpolation ou extrapolation. Pour la commune, le premier recensement exhaustif entrant dans le cadre du nouveau dispositif a été réalisé en 2005.
En 2022, la commune comptait 342 habitants, en évolution de −3,93 % par rapport à 2016 (Manche : −0,31 %, France hors Mayotte : +2,11 %).
| 1793 | 1800 | 1806 | 1821 | 1831 | 1836 | 1841 | 1846 | 1851 |
| ---- | ---- | ---- | ---- | ---- | ---- | ---- | ---- | ---- |
| 555  | 469  | 562  | 565  | 553  | 543  | 530  | 581  | 548  |

| 1856 | 1861 | 1866 | 1872 | 1876 | 1881 | 1886 | 1891 | 1896 |
| ---- | ---- | ---- | ---- | ---- | ---- | ---- | ---- | ---- |
| 551  | 506  | 503  | 459  | 439  | 439  | 466  | 421  | 456  |

| 1901 | 1906 | 1911 | 1921 | 1926 | 1931 | 1936 | 1946 | 1954 |
| ---- | ---- | ---- | ---- | ---- | ---- | ---- | ---- | ---- |
| 395  | 408  | 381  | 339  | 358  | 325  | 320  | 310  | 323  |

| 1962 | 1968 | 1975 | 1982 | 1990 | 1999 | 2005 | 2006 | 2010 |
| ---- | ---- | ---- | ---- | ---- | ---- | ---- | ---- | ---- |
| 306  | 262  | 213  | 242  | 247  | 289  | 322  | 324  | 359  |

| 2015 | 2020 | 2022 | - | - | - | - | - | - |
| ---- | ---- | ---- | - | - | - | - | - | - |
| 357  | 349  | 342  | - | - | - | - | - | - |

## Économie
La commune se situe dans la zone géographique des appellations d'origine protégée (AOP) Beurre d'Isigny et Crème d'Isigny.

## Culture locale et patrimoine

### Lieux et monuments

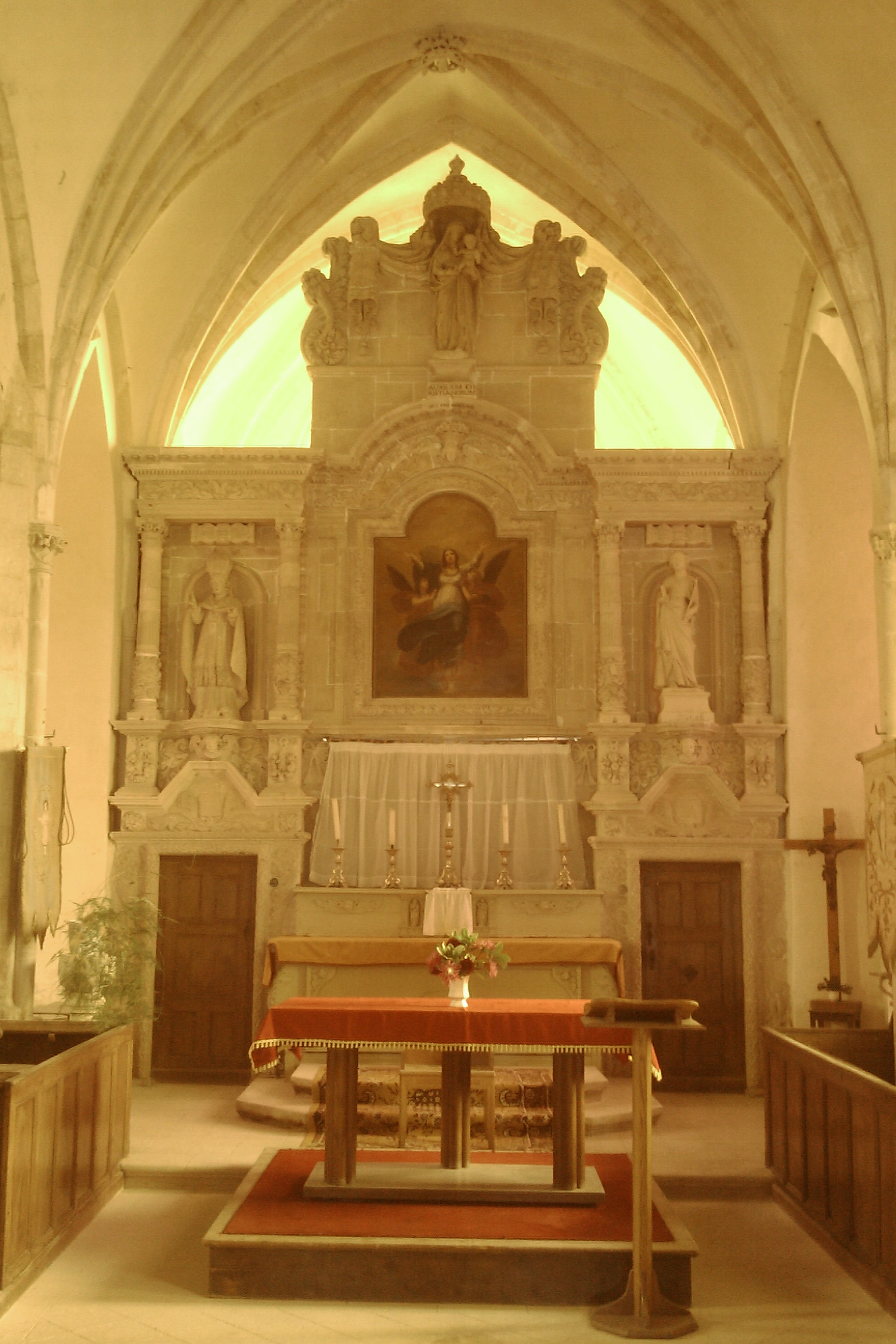
Le maître-autel de l'église.

- Église Notre-Dame, en partie romane du XIIe siècle. Elle abrite trois statues des XIVe et XVe siècles classées au titre objet aux monuments historiques : Vierge à l'Enfant[51], saint Jean l’Évangéliste[52], la Trinité[53], ainsi qu'un maître-autel et son retable du XVIIe, un cadran solaire du XVIe, une clefs de voûte du XVe, des fonts baptismaux du XVIIIe, des statues de saint Éloi du XVIe, de saint Lô du XIVe, de saint Hélier du XIVe, des tableaux du XIXe, une verrière du XXe de C. Plessard et Gabriel Loire.
- Communs du XVIIe siècle du château d'Émondeville, détruit au milieu du XXe siècle.
- La Cour d'Émondeville près de l'église. Ancien domaine seigneurial dont il reste la ferme.
- La Comterie des XVIe – XVIIe siècles.
- Croix de chemin du XVIIIe siècle et croix de cimetière du XVIIIe siècle.
- Borne de la voie de la Liberté.

### Patrimoine culturel
En 2007, des scènes du film Deux Jours à tuer de Jean Becker ont été tournées dans le restaurant le « Coup de frein ».

### Personnalités liées à la commune
- Henri d'Émondeville ou de Mondeville (1260-1320) dont le lieu de naissance demeure imprécis (Émondeville ou Mondeville), chirurgien de Philippe le Bel et Louis le Hutin.

### Héraldique
| Blason de Émondeville | Blason  | Parti : au 1er d’azur à la fasce d'argent chargée d'une coquille de gueules, au 2d de sinople à une rose des jardins d'or ; au chef de gueules chargé de deux léopards affrontés d'or armés et lampassés d'azur.                                                                                             |
| Blason de Émondeville | Détails | La fasce d'argent est reprise des armes de la famille de Ravallet et la coquille de celles de la famille de La Luzerne. La rose est l'attribut de Notre-Dame. La couleur verte évoque l'agriculture. Les léopards d'or sur champ de gueules rappellent les armes de la Normandie. Adopté le 28 janvier 2022. |